# 蕭放
蕭放（？—？），字希逸，南兰陵郡兰陵县（今江苏省常州市武进区）人，追尊梁文帝萧顺之曾孙，北齐右光禄大夫、兼领国子祭酒、清河郡公蕭祗之子。
太清三年（549年）侯景攻陷建康，蕭祗逃亡東魏，后来在鄴城去世。蕭放服丧所居庐室前有二慈乌来集，各据一树为巢，自午以前，驯庭饮啄，午后更不下树，每临时，舒翅悲鸣，全似哀泣。蕭放以孝行知名。服喪结束，继承父亲的爵位。北齐后主武平年間，待詔文林館。蕭放好文学绘画、在宫中披览书史及近世诗赋，監修絵屏。屡次升任太子中庶子、散騎常侍。

## 延伸阅读
[在维基数据编辑]
 《北齊書/卷33》，出自李百药《北齊書》

## 资料来源
- 《北齐书》卷33 列传第25
- 《北史》卷29 列传第17